# Parafia św. Barbary w Pastuchowie
Parafia św. Barbary w Pastuchowie - parafia rzymskokatolicka z siedzibą w Pastuchowie, znajduje się w dekanacie Żarowskim w diecezji świdnickiej. Była erygowana w XIII w. Jej proboszczem jest ks. Wiesław Ignatowicz

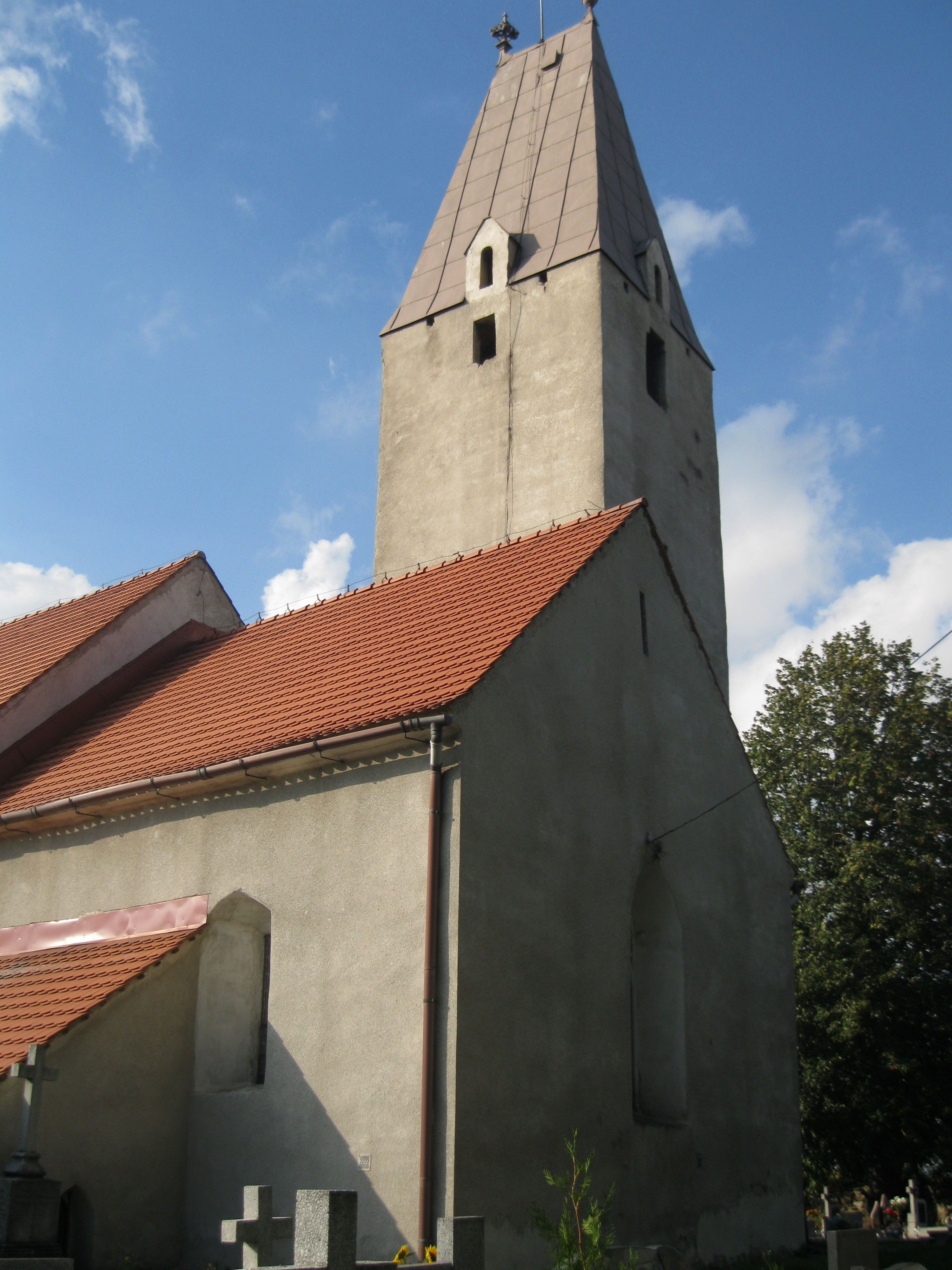
Kościół w Piotrowicach